# Bidon
Bidon je česká rocková kapela z Jablunkova. Vznikla v roce 1970.

## Složení
- Stanislav Kantor – zpěv

- Oldřich Volný – kytara
- Přemysl Lanc – bicí
- Milan Kluz  – zpěv
- Richard Szotkowski – basa
- Ivan Michálek – klávesy, zpěv

## Ocenění
18. dubna 2015 kapela slavila 45 let existence a patří mezi několik nejdéle hrajících rockových kapel v Česku. U příležitosti oslav "Dnů města Jablunkova" a jubilejního výročí kapely obdržela na jablunkovském jarmarku 12. července 2015 ocenění za dlouholetou inspirativní činnost na rockové hudební scéně.

## Historie
| 1970–1976 | 1976–1978 | 1978–1980 |
| --- | --- | --- |
| - Miloš Smyček († 2015) – bicí - Josef Drahoš – kytara - Petr Gajdušek – basa - Stanislav Kantor – zpěv | - Stanislav Kantor – zpěv - Jiří Smyček – klavír - Miloš Smyček – bicí - Ladislav Podeszwa – kytara - Jan Polok – basa | - Stanislav Kantor – zpěv - Oldřich Volný – kytara - Přemysl Lanc – bicí - Jan Polok († 2007) – basa |
| 1980–1986 | 1987 | 1988–1991 |
| - Stanislav Kantor – zpěv - Oldřich Volná – kytara - Přemysl Lanc – bicí - Marian Kozera – klávesy - Miloš Pindur – basa | - Ivan Michálek – zpěv - Oldřich Volný – kytara - Přemysl Lanc – bicí - Bedřich Čmiel – klávesy - Miloš Pindur – basa | - Ivan Michálek – zpěv - Oldřich Volný – kytara - Přemysl Lanc – bicí - Miloš Pindur – basa - Martin Martynek – trumpeta                                                                                     |
| 1991–1992 | 1992–1993 | 1993–1996 |
| - Ivan Michálek – zpěv - Oldřich Volný – kytara - Přemysl Lanc – bicí - Martin Švehlík – basa | - Ivan Michálek – zpěv - Oldřich Volný – kytara - Přemysl Lanc – bicí - Richard Szotkowski – basa | - Oldřich Volný – kytara - Přemysl Lanc – bicí - Česlav Cieslar – zpěv - Richard Szotkowski – basa |
| 1996–2000 | 2001–2005 | 2006 |
| - Milan Kluz – zpěv - Oldřich Volný – kytara - Přemysl Lanc – bicí - Richard Szotkowski – basa | - Oldřich Volný – kytara - Milan Kluz – zpěv - Richard Szotkowski – basa - Luboš Konderla – bicí | - Milan Kluz – zpěv - Oldřich Volný – kytara - Přemysl Lanc – bicí - Ivan Michálek – klávesy - Oldřich Volný jun. – kytara - Richard Szotkowski – basa - Jan Polok († 2007) – basa - Marian Kozera – klávesy |
| 2007–2014 Bidon + hosté, záskoky | 2007–2014 Bidon + hosté, záskoky | 2014–2017 |
| Stanislav Kantor, Oldřich Volný, Přemysl Lanc, Milan Kluz, Oldřich Volný jun., Richard Szotkowski, Miloš Pindur, Ivan Michálek, Daniel Drong, Robert Mišun, Andrzej Macoszek, Josef Drahoš, Petr Gajdušek, Miloš Smyček († 2015), Martin Švehlík, Roman Kufa, Miro Holub, Roman Pociorek, Luboš Konderla, Karel Pyszko, Jan Noga, Tomáš Gazur, Adam Kawulok | Stanislav Kantor, Oldřich Volný, Přemysl Lanc, Milan Kluz, Oldřich Volný jun., Richard Szotkowski, Miloš Pindur, Ivan Michálek, Daniel Drong, Robert Mišun, Andrzej Macoszek, Josef Drahoš, Petr Gajdušek, Miloš Smyček († 2015), Martin Švehlík, Roman Kufa, Miro Holub, Roman Pociorek, Luboš Konderla, Karel Pyszko, Jan Noga, Tomáš Gazur, Adam Kawulok | - Oldřich Volný – kytara - Přemysl Lanc – bicí - Richard Szotkowski – basa - Milan Kluz – zpěv - Stanislav Kantor – zpěv - Ivan Michálek – klávesy                                                           |

### 1970–1976
Kapelu založili v roce 1970 tři spolužáci z jedné třídy SVVŠ Jablunkov. Miloš Smyček, Josef Drahoš a Petr Gajdušek. O techniku se staral  Vlastimil Matýsek, který přivedl Stanislava Kantora. Ten začal později v kapele zpívat. Domovskou scénou se stal Kulturní dům v Jablunkově, kde hlavní náplní bylo hraní na tzv. "Čajích o páté" v KD v Jablunkově.  V roce 1974 v rámci tvrdé normalizace se musela kapela přejmenovat z názvu BIDON na POLOM.

### 1976–1978
Po odchodu Petra Gajduška a později i Josefa Drahoše v roce 1976 se rozšiřuje nástrojové obsazení, mění se repertoár, zvuk a celková koncepce kapely. V roce 1978 přichází do kapely nový bubeník Přemysl Lanc a nastává zvláštní situace, kdy na pódiu v KD v Jablunkově stály dvě bicí soupravy. Technickou stránku kapely zajišťoval Petr Turek.

### 1978–1987
Odchází Jiří Smyček, Miloš Smyček a Ladislav Podeszwa. Z jablunkovské kapely BONACO přicházejí definitivně do Bidonů spoluhráči Přemysl Lanc – bicí, Oldřich Volný – kytara. Posléze přichází nový klávesák Marian Kozera. V roce 1981 odchází basák a textař v jedné osobě Jan Polok a plně jej nahrazuje nový hráč Miloš Pindur.  V té době kapela hrála nové progresivní trendy od známých kapel jako Deep Purple, UFO, Thin Lizzy, Bad Company, Foreigner. Aby mohla kapela vystupovat, musela  absolvovat okresní "přehrávky" a  mít alespoň 60 % skladeb pocházejících ze sektoru socialistických států nebo interpretů. Z těchto důvodů byly  skladby "západních" kapel otextovány českými texty. 
Tvůrci textů se stali Jan Polok – basa, Stanislav Kantor – zpěv, Ladislav Podeszwa – kytara, Tomáš Tomanek – kapela Blaf. Hity kapely se staly Tango Mustangů, Ráj zatracených existencí, Hanka čotce, V zrcadle sám.
V roce 1979 se stabilizuje počet členů ve složení: Stanislav Kantor – zpěv, Oldřich Volný – kytara, Přemysl Lanc – bicí, Marian Kozera – klávesy, Jan Polok později Miloš Pindur – basa. V průběhu vojenské základní služby Miloše Pindura přichází hrát na basu Kosťa Chadziantonidis. Zásluhu na zvuku kapely měl technik Petr Turek. Jednalo se především o stavbu koncových zesilovačů, zvukových efektů, nástrojových zesilovačů a repro beden. Kapela již tehdy hrála na 4 pásmový zvukový systém. Později přišel technik Václav Hovanec.

### 1987–1992
V průběh 80. let odchází varhaník Marian Kozera a později Stanislav Kantor.  V roce 1987 přijal pozvání do kapely Bedřich Čmiel, který hrál na klávesy.  V roce 1988 doplňuje členy zpěvák a klávesák v jedné osobě Ivan Michálek. Nové složení kapely: Ivan Michálek – zpěv, Přemysl Lanc – bicí, Oldřich Volný – kytara, Miloš Pindur – basa, je možno charakterizovat jako další vývojové období kapely. V tomto období, pod vedením kapelníka a kytaristy Oldřicha Volného, nahrává Bidon pro Český rozhlas v Ostravě vlastní skladby jako Melody Maker, Černá moc, Hlasový fond, Ó Jani, Stařena, Anděl spásy, Studnice bolů, Carův plat, Láska,  Lev aj. Na hudebních produkcích společně s ostatními členy kapely hrál na trubku Martin Martynek. O techniku se tehdy již staral Petr Bielesz.

### 1992–1995
Na začátku 90. let odchází Miloš Pindur. Střídá ho na 1 rok nový baskytarista Martin Švehlík a v roce 1992 přebírá definitivně basovou linku Richard Szotkowski. V roce 1993 odchází zpěvák Ivan Michálek. V roce 1994 přichází nový zpěvák Česlav Cieslar. Ve zvuku kapely se odrážely nové trendy a prvky progresivních kapel. Kapela hrála skladby od hudebníků jako Joe Satriani, Steve Vai, Gary Moore, Dream Theater aj.

### 1996–2000
V roce 1996 přichází zpěvák Milan Kluz. Nová sestava kapely Bidon ve složení Oldřich Volný – kytara, Přemysl Lanc – bicí, Milan Kluz – zpěv, Richard Szotkowski – basa. V roce 2000 přichází hrát na klávesy Miro Holub.

### 2001–2014
V druhém miléniu hraje kapela BIDON několikrát do roka v různém složení. Základní sestavu tvoří Milan Kluz – zpěv, Oldřich Volný – kytara, Přemysl Lanc – bicí, Richard Szotkowski – basa. Na jednotlivých hudebních akcích hrají dřívější i současní členové kapely Bidon. Stanislav Kantor – zpěv, Luboš Konderla – bicí, Martin Švehlík – basa, Robert Mišun – bicí,  Daniel Drong – zpěv, Oldřich Volný jun. – kytara, Andrzej Macoszek – klávesy,  Ivan Michálek – zpěv a klávesy, Miloš Pindur – basa, Marian Kozera – klávesy, Jan Polok – basa, Roman Kufa – kytara. V roce 2005  začali hrát po 30. letech pod hlavičkou Bidon tzv. "retro čaje o páté" někdejší členové ve složení Stanislav Kantor – zpěv, Josef Drahoš – kytara, Miloš Smyček († 2015) – bicí, Petr Gajdušek – basa.  

### 2015–2017
Ve složení Oldřich Volný – kytara, Přemysl Lanc – bicí, Stanislav Kantor – zpěv, Richard Szotkowski – basa, Ivan Michálek – klávesy a zpěv nahrává kapela na podzim roku 2014 CD "RETRO". CD obsahuje 19 hitů, které kapela hrávala v 70. a 80. letech. Křest CD proběhl na jaře 2015 v Jablunkově. 18. dubna 2015 v PZKO na náměstí v Jablunkově oslavovala kapela BIDON výročí 45 let existence. V dubnu 2016 byl demolován Kulturní dům v Jablunkově. Tento byl dlouholetou domovskou scénou kapely. Na jeho počest v květnu 2016 v ruinách KD kapela natočila klip, který obsahuje i historii Kulturního domu v Jablunkově.
Dne 18. května 2015 se promítala v Jablunkovském kině pro veřejnost premiéra zkrácené verze DVD BIDON 45. U příležitosti oslav Dnů města Jablunkova byla dne 12. července 2015 kapele slavnostně předána cena "Jablunkovské jabko" za dlouholetou činnost na Jablunkovské rockové hudební scéně.
V roce 2016 kapele vychází dvoj DVD BIDON 45, které mapuje celou historii kapely od roku 1970 do roku 2015. Na DVD se nacházejí klipy, fotografie, rozhovory členů, ale i historické záběry z Jablunkova a regionu. Křest DVD se uskutečnil 16. července 2016 na Jablunkovském jarmarku.